# جونگ بو مین
جونگ بو مین (کره‌ای: 정보민؛ زادهٔ ۱۷ ژوئن ۱۹۹۷) بازیگر اهل کره جنوبی است.

## فیلم‌شناسی

### مجموعه تلویزیونی
| سال       | عنوان              | نقش         | توضیحات                | منابع        |
| --------- | ------------------ | ----------- | ---------------------- | ------------ |
| ۲۰۲۱      | زن همه‌فن‌حریف       | هان سول آه  |                        | [ ۳ ]        |
| ۲۰۲۲      | دکتر وکیل          | یانگ سون ئه | حضور افتخاری (قسمت ۱۰) | [ ۴ ]        |
| ۲۰۲۲–۲۰۲۳ | ازدواج ممنوع       | هه یونگ     |                        | [ ۵ ]        |
| ۲۰۲۳      | دلال ازدواج        | مِنگ سام سون |                        | [ ۶ ]        |
| ۲۰۲۳      | دوران خوش          | گوم یون هی  |                        | [ ۷ ] [ ۸ ]  |
| ۲۰۲۴      | سگ همه چیزو می‌دونه | هونگ جی سو  |                        | [ ۹ ] [ ۱۰ ] |

### مجموعه اینترنتی
| سال  | عنوان                    | نقش       | توضیحات | منابع         |
| ---- | ------------------------ | --------- | ------- | ------------- |
| ۲۰۱۹ | دانشجوی سال اولی         | یو ریم    |         | [ ۱۱ ]        |
| ۲۰۱۹ | Triple Fling             | لی سه هی  | فصل ۱–۲ | [ ۱۱ ] [ ۱۲ ] |
| ۲۰۲۰ | شاهزاده پری دریایی: آغاز | ماریا     |         | [ ۱۳ ]        |
| ۲۰۲۱ | دوست‌پسر من باش           | جو مین جی |         | [ ۱۴ ]        |